# Musa mannii
Musa mannii är en enhjärtbladig växtart som beskrevs av Hermann Wendland och Baker. Musa mannii ingår i släktet bananer, och familjen bananväxter.
Artens utbredningsområde är Assam (Indien). Inga underarter finns listade i Catalogue of Life.

## Bildgalleri

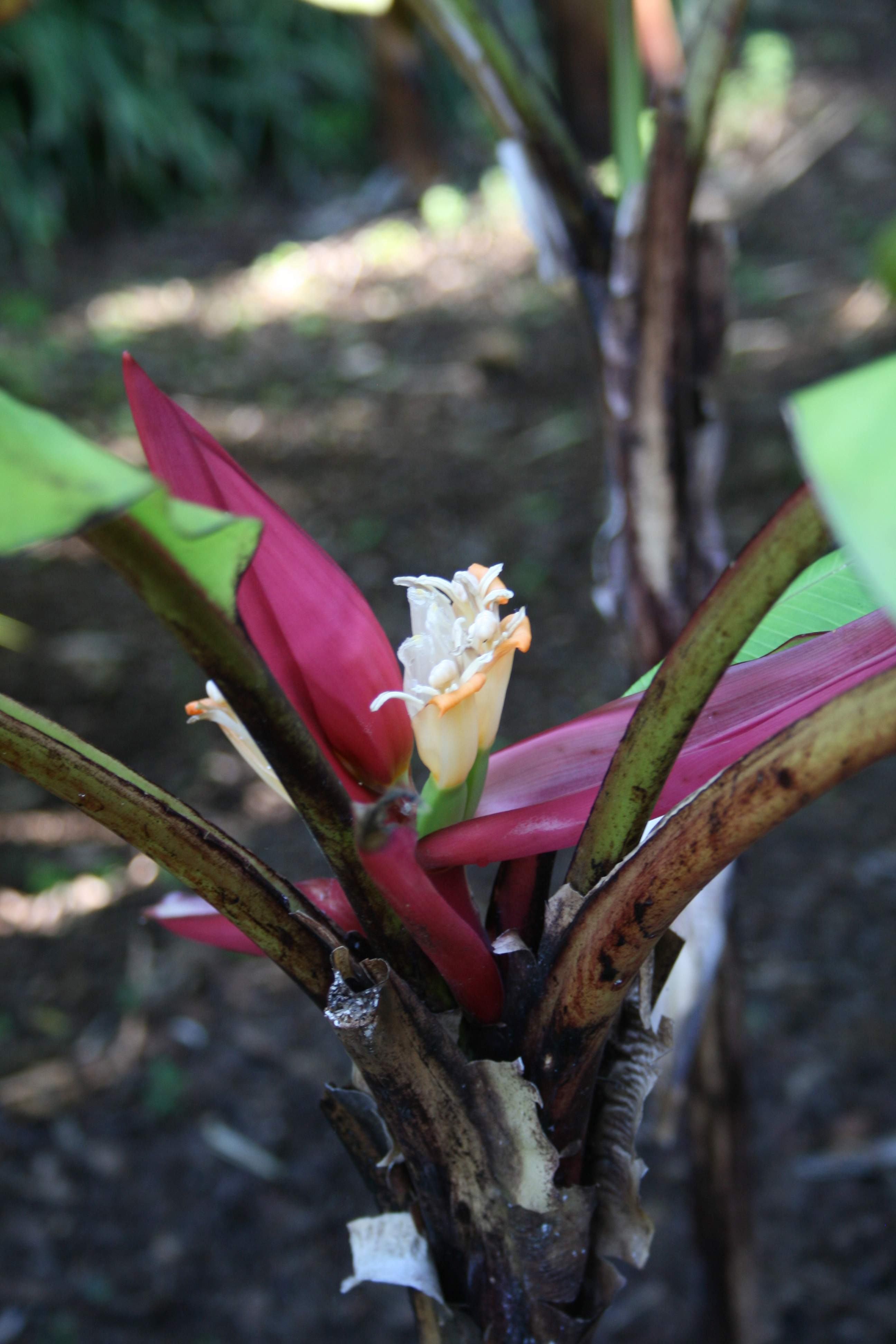